# Раскрашенная душа
«Раскра́шенная душа́» — второй студийный альбом российской рок-группы «Кукрыниксы». Записан осенью 2001 года и выпущен в 2002 году лейблом CD Land.

## История
В 1999 году на лейбле Manchester Files продюсерской компании «Бомба-Питер» был выпущен первый альбом группы, который получил такое же название, что и сам музыкальный коллектив — «Кукрыниксы». Он принёс группе определённую известность: снятый на песню «Не беда» клип попал в ротацию российского MTV, последовали гастроли, концерты, приглашения на фестивали — в частности, в январе 2000 года коллектив принял участие в самом крупном из проводившихся в то время в Санкт-Петербурге рок-фестивале «Fuzz». Однако, вскоре в группе начались проблемы. Медийного эффекта от первого альбома оказалось недостаточно, чтобы завоевать устойчивую популярность; коллектив, хоть и получил определённую узнаваемость за пределами родного Санкт-Петербурга, всё же ещё не приобрёл широкой общероссийской известности. К тому же в группе назрели творческие разногласия, со временем ставшие непреодолимыми, между Леонтьевым, в значительной степени влиявшим на музыкальную составляющую песен, и лидером группы Алексеем Горшенёвым. В апреле 2000 года Леонтьев ушёл в «Король и Шут», с которым ранее уже сотрудничал в качестве сессионного музыканта, в октябре того же года в «МультFильмы» перешёл ударник Максим Войтов. К весне 2001 года «Кукрыниксы» фактически развалились.
Несмотря на проблемы, Алексей Горшенёв и Дмитрий Гусев продолжали писать материал для нового альбома. В июне 2001 года сложился новый состав группы, в который кроме Горшенёва и Гусева вошли также Виктор Бастраков (гитара), Дмитрий Оганян (бас-гитара, вокал) и Илья Леваков (ударные), ранее игравшие в составе коллектива «Огненная муха». В сентябре того же года коллектив на студии звукозаписи «Нева» начал записывать второй альбом, название которого было позаимствовано из песни «По раскрашенной душе». В отличие от первого альбома, в котором преобладали незамысловатые сюжеты и бойкие мелодии, «Раскрашенная душа» получилась в существенной степени лирично-меланхоличной, местами даже философской, со значительными нотками рефлексии. Выход альбома позволил вернуть группе популярность и получить общероссийскую известность. В августе 2001 года, ещё до выхода альбома, группа была приглашена на один из самых представительных российских рок-фестивалей «Нашествие», где была исполнена песня «Дороги» из нового альбома. Сразу после фестиваля композиция «Дороги» попала в хит-парад «Чартова дюжина» «Нашего радио», продержавшись в нём до конца года и в итоговом рейтинге оказавшись на десятой строчке. Кроме «Дорог» ещё несколько песен альбома попали ротацию различных радиостанций. «Дороги», «По раскрашенной душе», «Жадное море», а также вошедшие как бонус-треки композиция «Не беда» с первого альбома группы и кавер-версия песни «Печаль» группы «Кино» с трибьют-альбома «КИНОпробы» оценивались критиками как хиты. На песню «По раскрашенной душе» в 2002 году был снят видеоклип (режиссёр Виталий Мухаметзянов).

## Список композиций
Слова и музыка всех песен — Алексей Горшенёв, кроме отмеченных.
| №   | Название               | Длительность |
| --- | ---------------------- | ------------ |
| 1.  | «По раскрашенной душе» | 3:34         |
| 2.  | «Жадное море»          | 3:16         |
| 3.  | «Дороги»               | 4:11         |
| 4.  | «Каменный гость»       | 3:46         |
| 5.  | «Беспокойный»          | 4:53         |
| 6.  | «Тайна»                | 2:40         |
| 7.  | «На высоких этажах»    | 3:14         |
| 8.  | «Дождь»                | 2:52         |
| 9.  | «Ночуя над головой»    | 4:01         |
| 10. | «Творец»               | 3:40         |

| №   | Название                       | Автор(ы)   | Длительность |
| --- | ------------------------------ | ---------- | ------------ |
| 11. | «Странные дни»                 |            | 3:25         |
| 12. | «Печаль» (кавер-версия «Кино») | Виктор Цой | 6:09         |
| 13. | «Странные дни» (2-й вариант)   |            | 3:57         |
| 14. | «Не беда»                      |            | 3:36         |

## Участники записи
- Алексей Горшенёв — вокал, музыка, тексты, акустическая гитара (9).
- Виктор Бастраков — гитара, акустическая гитара (3 ,5).
- Дмитрий Гусев — гитара, клавишные.
- Дмитрий Оганян — бас-гитара, бэк-вокал, виолончель (11).
- Илья Леваков — ударные.
- Станислав Майоров — звукорежиссёр.

Приглашённые участники (в записи бонус-треков)
- Александр Леонтьев — вокал, гитара.
- Максим Войтов — ударные.

Запись производилась на студии «Нева» в сентябре — декабре 2001 года.

## Критика
Алексей Мажаев в рецензии для InterMedia охарактеризовал альбом как добротно сделанный, отметив энергичную гитарную секцию, уверенный вокал, доступные, но не примитивные тексты песен, наличие нескольких композиций, претендующих на то, чтобы стать хитами («По раскрашенной душе», «Дороги», «Жадное море», «Не беда»). В целом, Мажаев оценил альбом как квинтэссенцию среднего статистического русского рока 2002 года, при этом посетовав, что этот среднестатистический уровень «уж больно средний». Сергей Сорокин в рецензии на music.com.ua также отметил душевную лирику альбома, обрамлённую в энергичные ритм-секции, но при этом раскритиковал однообразную похожесть мелодий.